# Acis longifolia
Acis longifolia là một loài thực vật có hoa trong họ Amaryllidaceae. Loài này được J.Gay ex M.Roem. mô tả khoa học đầu tiên năm 1847.